# Prescottia tepuyensis
Prescottia tepuyensis là một loài thực vật có hoa trong họ Lan. Loài này được Carnevali & C.A.Vargas miêu tả khoa học đầu tiên năm 1996.